# Modisimus maculatipes
Modisimus maculatipes är en spindelart som beskrevs av O. Pickard-Cambridge 1895. Modisimus maculatipes ingår i släktet Modisimus och familjen dallerspindlar. Inga underarter finns listade i Catalogue of Life.